# 楔数
楔数（くさびすう、英: sphenic number）とは、相異なる3つの素数の積で表される合成数である。
500までの楔数の列は以下の通りである。
30, 42, 66, 70, 78, 102, 105, 110, 114, 130, 138, 154, 165, 170, 174, 182, 186, 190, 195, 222, 230, 231, 238, 246, 255, 258, 266, 273, 282, 285, 286, 290, 310, 318, 322, 345, 354, 357, 366, 370, 374, 385, 399, 402, 406, 410, 418, 426, 429, 430, 434, 435, 438, 442, 465, 470, 474, 483, 494, 498, …（オンライン整数列大辞典の数列 A007304）

## 性質
- 最小の楔数は 30（= 2 × 3 × 5）である
- 楔数は無数に存在する（素数が無数に存在することの証明より）
- 楔数 pqr の約数は 1, p, q, r, pq, qr, rp, pqr の8個である
- 楔数 n に対するメビウス関数 μ の値は μ(n) = (−1)3 = −1（楔数は定義より3つの相異なる素因数に分解されるため）
- 連続する2つの自然数が楔数である最小のものは (230, 231) である（230 = 2 × 5 × 23, 231 = 3 × 7 × 11）
- 連続する3つの自然数が楔数である最小のものは (1309, 1310, 1311) である（1309 = 7 × 11 × 17, 1310 = 2 × 5 × 131, 1311 = 3 × 19 × 23）
- 楔数は自然数上で最大3つまで連続し、4つ以上は連続しない（4つの連続する整数の1つは必ず 4 の倍数となり、楔数でないため）

## 例
- 次の自然数も楔数となる楔数：230, 285, 429, 434, 609, 645, 741, …（オンライン整数列大辞典の数列 A215217）
- 連続する3つの楔数の中央の数： 1310, 1886, 2014, 2666, 3730, …（オンライン整数列大辞典の数列 A248202）
- 三角数である楔数：66, 78, 105, 190, 231, 406, 435, 465, 561, 595, …（オンライン整数列大辞典の数列 A128896）